# تكلفة مستهدفة
التكلفة المستهدفة هي طريقة لتحديد تكلفة دورة حياة المنتج والتي يجب أن تكون كافية لتطوير أداء وظيفي وجودة محددين، مع ضمان ربحها المنشود. يتضمن تحديد التكلفة المستهدفة طرح هامش الربح المطلوب من سعر السوق التنافسي. تُعد التكلفة المستهدفة الحد الأقصى لمبلغ التكلفة الذي يمكن تكبده على منتج ما، ومع ذلك، ما يزال بإمكان الشركة كسب هامش الربح المطلوب من هذا المنتج بسعر بيع معين. فهي تعمل على تقليل التكلفة من مستوى المنتج إلى مستوى المكون. من خلال هذا التفكك، تنشر التكلفة المستهدفة الضغط التنافسي الذي تتعرض له الشركة على مصممي وموردي المنتج. تتكون التكلفة المستهدفة من تخطيط التكلفة في مرحلة تصميم الإنتاج بالإضافة إلى التحكم في التكلفة طوال دورة حياة المنتج الناتجة. القاعدة الأساسية لها هي عدم تجاوز التكلفة المستهدفة. ومع ذلك، فإن تركيز التكلفة المستهدفة ليس على تقليل التكاليف، بل على تحقيق المستوى المرغوب فيه لخفض التكاليف الذي تحدده عملية تقدير التكاليف المستهدفة.

## التعريف
تعرف التكلفة المستهدفة على أنها «عملية منضبطة لتحديد وتحقيق التكلفة الكاملة للتيار الذي يجب أن ينتج مقترحًا له وظائف وأداء وجودة محددة من أجل توليد الربح المطلوب بسعر البيع المتوقع للمنتج خلال فترة محددة من الوقت في المستقبل». يشمل هذا التعريف المفاهيم الأساسية: يجب أن تستند المنتجات إلى تقييم دقيق لرغبات واحتياجات العملاء في قطاعات السوق المختلفة، وينبغي أن تكون أهداف التكلفة هي النتيجة بعد خصم هامش الربح المستدام مما يجعل العملاء يرغبون في الدفع عند طرح المنتج وما بعد ذلك.
الهدف الأساسي من تحديد التكاليف المستهدفة هو إدارة الأعمال لتكون مربحة في سوق تنافسية للغاية. في الواقع، تمثل التكلفة المستهدفة تخطيطاً استباقياً للتكاليف، وإدارة للتكاليف، وممارسة لخفض التكاليف، حيث يتم تخطيط التكاليف وإدارتها من المنتجات والأعمال التجارية في وقت مبكر من دورة التصميم والتطوير، بدلاً من المراحل اللاحقة من تطوير المنتج وإنتاجه.

## التاريخ
تطورت التكلفة المستهدفة بشكل مستقل في كل من الولايات المتحدة الأمريكية واليابان في فترات زمنية مختلفة. تم اعتماد التكاليف المستهدفة في وقت سابق من قبل الشركات الأمريكية لتقليل التكلفة وتحسين الإنتاجية، مثل فورد موتور من القرن العشرون، أمريكان موتورز من 1950 إلى 1960. على الرغم من أن أفكار التكاليف المستهدفة طُبقت أيضاً من قبل عدد من الشركات الأمريكية الأخرى بما في ذلك شركة بوينغ، كاتربيلر، نورث تيلكوم، إلا أن عدد قليل منهم طبق التكاليف المستهدفة بشكل شامل ومكثف مثل كبرى الشركات اليابانية نيسان، وتويوتا، ونيبوندينسو، ظهرت التكاليف المستهدفة في اليابان من الستينيات إلى أوائل السبعينيات مع بذل جهد خاص لصناعة السيارات اليابانية، بما في ذلك تويوتا ونيسان. لم تحصل على الاهتمام العالمي حتى أواخر الثمانينات إلى التسعينات عندما قام بعض الكتاب مثل موندين (1992)، ساكوراي (1989)، تاناكا (1993)، وكوبر (1992) بوصف طريقة قيام الشركات اليابانية بتطبيق التكاليف المستهدفة للنمو في أعمالها (آي إم أيه 1994). مع أنظمة التنفيذ المتفوقة، أصبح المصنعون اليابانيون أكثر نجاحاً من الشركات الأمريكية في تطوير التكاليف المستهدفة. أعاقت إستراتيجية تسعير التكلفة الإضافية التقليدية الإنتاجية والربح لفترة طويلة.  كإستراتيجية جديدة، إن التكلفة المستهدفة هي استبدال إستراتيجية تسعير التكلفة الزائدة التقليدية عن طريق زيادة رضا العملاء إلى أقصى حد من خلال المستوى المقبول للجودة والوظائف مع تقليل التكاليف.

## عملية التكلفة المستهدفة
يمكن تقسيم عملية تقدير التكلفة المستهدفة إلى ثلاثة أقسام: القسم الأول ينطوي على تحديد التكاليف المستهدفة المدفوعة بالسوق، والتي تركز على دراسة ظروف السوق لتحديد التكلفة المسموح بها للمنتج من أجل تحقيق ربح طويل الأمد للشركة وبسعر البيع المتوقع. يتضمن القسم الثاني إجراء استراتيجيات لخفض التكلفة مع جهد مصمم المنتج وإبداعه لتحديد التكلفة المستهدفة على مستوى المنتج. القسم الثالث هو التكلفة المستهدفة على مستوى المكون والتي تحلل تكلفة الإنتاج إلى المستويات الوظيفية والمكونات لنقل مسؤولية التكلفة إلى الموردين. 

### وضع التكاليف المستهدفة لاعتبارات السوق
وضع التكاليف المستهدفة لاعتبارات السوق هو القسم الأول في عملية تقدير التكاليف المستهدفة التي تركز على دراسة ظروف السوق وتحديد هامش ربح الشركة من أجل تحديد التكلفة المسموح بها للمنتج. يمكن أن تذهب التكاليف المستهدفة لاعتبارات السوق بخمس خطوات، بما في ذلك: تحديد هدف المبيعات والربح للشركة على المدى الطويل، تطوير مزيج من المنتجات، تحديد سعر البيع المستهدف لكل منتج، تحديد هامش الربح لكل منتج، وحساب التكلفة المسموح بها لكل منتج.
يتم تطوير أهداف الشركة للمبيعات والربح على المدى الطويل من تحليل شامل للمعلومات ذات الصلة بالزبائن والسوق والمنتجات. يتم قبول الخطط الواقعية فقط للانتقال إلى الخطوة التالية. مزيج المنتجات مصمم بعناية للتأكد من أنه يرضي العديد من العملاء، لكنه لا يحتوي أيضاً على الكثير من المنتجات التي تخلط بين العملاء. قد تستخدم الشركة محاكياً لاستكشاف تأثير هدف الربح الإجمالي على مزيج المنتجات المختلفة وتحديد مزيج المنتج الأكثر جدوى. يتم تحديد سعر البيع المستهدف وهامش الربح المستهدف والتكلفة المسموح بها لكل منتج. يجب أن يضع سعر البيع المستهدف في عين الاعتبار حالة السوق المتوقعة في وقت إطلاق المنتج. تؤثر العوامل الداخلية مثل وظيفة المنتج وهدف الربح، والعوامل الخارجية مثل صورة الشركة أو السعر المتوقع للمنتجات التنافسية على سعر البيع المستهدف. تؤخذ خطة الأرباح طويلة الأمد للشركة وتكلفة دورة حياة المنتج في عين الاعتبار عند تحديد هامش الربح المستهدف. قد تقوم الشركات بإعداد هامش الربح المستهدف على أساس هامش الربح الفعلي للمنتجات السابقة أو هامش الربح المستهدف لخط الإنتاج. يمكن أن يساعد محاكي الربح الإجمالي المجموعة في التأكد من تحقيق هدف المجموعة. إن طرح هامش الربح المستهدف من سعر البيع المستهدف ينتج عنه التكلفة المسموح بها لكل منتج. التكلفة المسموح بها هي التكلفة التي يمكن أن تنفق على المنتج لضمان تحقيق هدف الربح عند بيعه بالسعر المستهدف. إنها إشارة حول حجم توفير التكاليف الذي يحتاج الفريق إلى تحقيقه.

## التكلفة المستهدفة وهندسة القيمة
تلعب هندسة القيمة، والمعروفة أيضاً باسم تحليل القيمة، دوراً مهماً في عملية تقدير التكاليف المستهدفة، وخاصة على مستوى المنتج ومستوى المكون. من بين الطرق المذكورة أعلاه في تحقيق التكلفة المستهدفة، تعد هندسة القيمة هي الأكثر أهمية لأنها لا تحاول فقط خفض التكاليف، بل تهدف أيضاً إلى تحسين وظائف المنتجات وجودتها. هناك مجموعة متنوعة من استراتيجيات هندسة القيمة العملية، بما في ذلك نهج هندسة القيمة ذات النظرة رقم صفر، والنظرة الأولى، والنظرة الثانية بالإضافة إلى أساليب الهدم.
فيما يتعلق بتعقيد المشكلات في العالم الواقعي، يعتمد تنفيذ عملية تحديد التكاليف المستهدفة غالباً على محاكاة الحاسوب لإعادة إنتاج العناصر العشوائية. على سبيل المثال، تستخدم العديد من الشركات المحاكي لدراسة العلاقة المعقدة بين أسعار البيع وهوامش الربح، وتأثير قرارات كل منتج على الربح الإجمالي للمجموعة، والمزيج الصحيح من المنتجات لتعزيز الربح الكلي، أو النمذجة الاقتصادية للتغلب على الجمود التنظيمي عن طريق الحصول على الحيثيات الأكثر إنتاجية. بالإضافة إلى ذلك، تساعد المحاكاة في تقدير النتائج بسرعة للتغيرات الديناميكية في العملية.